# Partecipanti alla Veneto Classic 2024
Elenco dei partecipanti alla Veneto Classic 2024.
La Veneto Classic 2024 è stata la quarta edizione della corsa. Alla competizione presero parte 18 squadre: 9 con licenza UCI World Tour 2024, 6 UCI ProTeam e 3 UCI Continental Team.
Partenza con 118 ciclisti accreditati.

## Corridori per squadra
Nota: R ritirato, NP non partito, FT fuori tempo, SQ squalificato
| Movistar Team          | Movistar Team          | Movistar Team          | UAE Team Emirates                  | UAE Team Emirates                  | UAE Team Emirates                  | Team Jayco AlUla              | Team Jayco AlUla              | Team Jayco AlUla              |
| ---------------------- | ---------------------- | ---------------------- | ---------------------------------- | ---------------------------------- | ---------------------------------- | ----------------------------- | ----------------------------- | ----------------------------- |
| N°                     | Ciclista               | Clas.                  | N°                                 | Ciclista                           | Clas.                              | N°                            | Ciclista                      | Clas.                         |
| 1                      | Davide Formolo         | 16°                    | 11                                 | Marc Hirschi                       | 4°                                 | 21                            | Alessandro De Marchi          | 51°                           |
| 2                      | Jon Barrenetxea        | 63°                    | 12                                 | Filippo Baroncini                  | 7°                                 | 22                            | Davide De Pretto              | 10°                           |
| 3                      | Will Barta             | R                      | 13                                 | Luca Giaimi                        | R                                  | 24                            | Anders Foldager               | 19°                           |
| 4                      | Einer Rubio            | 38°                    | 14                                 | Alessandro Covi                    | 36°                                | 25                            | Christopher Juul Jensen       | 54°                           |
| 5                      | Lorenzo Milesi         | R                      | 15                                 | Finn Fisher-Black                  | R                                  | 27                            | Filippo Zana                  | 5°                            |
| 6                      | Nairo Quintana         | 29°                    | 16                                 | Diego Ulissi                       | 13°                                |                               |                               |                               |
| 7                      | Pelayo Sánchez         | R                      | 17                                 | Jay Vine                           | 28°                                |                               |                               |                               |
| nome squadra           | nome squadra           | nome squadra           | Groupama-FDJ                       | Groupama-FDJ                       | Groupama-FDJ                       | Cofidis                       | Cofidis                       | Cofidis                       |
| N°                     | Ciclista               | Clas.                  | N°                                 | Ciclista                           | Clas.                              | N°                            | Ciclista                      | Clas.                         |
| 31                     | Vito Braet             | R                      | 41                                 | Romain Grégoire                    | 2°                                 | 52                            | Ilan Larmet                   | R                             |
| 32                     | Francesco Busatto      | 8°                     | 42                                 | Maxime Decomble                    | 71°                                | 53                            | Alexis Gougeard               | 65°                           |
| 33                     | Victor Hannes          | R                      | 43                                 | Lorenzo Germani                    | 25°                                | 54                            | Ben Hermans                   | 31°                           |
| 34                     | Simone Gualdi          | 30                     | 44                                 | Thibaud Gruel                      | 23°                                | 55                            | Jonathan Lastra               | R                             |
| 35                     | Simone Petilli         | R                      | 45                                 | Rudy Molard                        | 26°                                | 56                            | Benjamin Thomas               | 24°                           |
| 36                     | Lorenzo Rota           | 14°                    | 46                                 | Rémy Rochas                        | R                                  |                               |                               |                               |
| 37                     | Georg Zimmermann       | 9°                     | 47                                 | Enzo Paleni                        | 49°                                |                               |                               |                               |
| Astana Qazaqstan Team  | Astana Qazaqstan Team  | Astana Qazaqstan Team  | Arkéa-B&B Hotels                   | Arkéa-B&B Hotels                   | Arkéa-B&B Hotels                   | Alpecin-Deceuninck            | Alpecin-Deceuninck            | Alpecin-Deceuninck            |
| N°                     | Ciclista               | Clas.                  | N°                                 | Ciclista                           | Clas.                              | N°                            | Ciclista                      | Clas.                         |
| 61                     | Samuele Battistella    | R                      | 72                                 | Amaury Capiot                      | R                                  | 81                            | Tobias Bayer                  | 20°                           |
| 62                     | Mattia Negrente        | 53°                    | 73                                 | Clément Champoussin                | R                                  | 82                            | Nicola Conci                  | R                             |
| 63                     | Harold Martín López    | R                      | 74                                 | Simon Guglielmi                    | 27°                                | 83                            | Kaden Groves                  | R                             |
| 64                     | Santiago Umba          | R                      | 75                                 | Laurens Huys                       | 41°                                | 84                            | Xandro Meurisse               | 3°                            |
| 65                     | Anthon Charmig         | 56°                    | 76                                 | Łukasz Owsian                      | 60°                                | 85                            | Axel Laurance                 | 12°                           |
| 66                     | Simone Velasco         | 40°                    | 77                                 | Alessandro Verre                   | 50°                                | 86                            | Luca Vergallito               | NP                            |
| 67                     | Davide Toneatti        | 44°                    |                                    |                                    |                                    |                               |                               |                               |
| Israel-Premier Tech    | Israel-Premier Tech    | Israel-Premier Tech    | Uno-X Mobility                     | Uno-X Mobility                     | Uno-X Mobility                     | VF Group-Bardiani CSF-Faizanè | VF Group-Bardiani CSF-Faizanè | VF Group-Bardiani CSF-Faizanè |
| N°                     | Ciclista               | Clas.                  | N°                                 | Ciclista                           | Clas.                              | N°                            | Ciclista                      | Clas.                         |
| 91                     | George Bennett         | 17°                    | 101                                | Magnus Cort Nielsen                | 1°                                 | 111                           | Luca Covili                   | 35°                           |
| 92                     | Marco Frigo            | R                      | 102                                | Anders Halland Johannessen         | 57°                                | 112                           | Filippo Magli                 | 21°                           |
| 93                     | Jim Brown              | R                      | 103                                | Tobias Halland Johannessen         | 18°                                | 113                           | Giulio Pellizzari             | 6°                            |
| 94                     | Matthew Riccitello     | NP                     | 104                                | Ådne Holter                        | 69°                                | 114                           | Matteo Scalco                 | 43°                           |
| 95                     | Corbin Strong          | 11°                    | 105                                | Johannes Kulset                    | 58°                                | 115                           | Manuele Tarozzi               | 55°                           |
| 96                     | Moritz Kretschy        | NP                     | 106                                | Andreas Leknessund                 | 48°                                | 116                           | Alessandro Tonelli            | 47°                           |
| 97                     | Pau Martí              | 39°                    | 107                                | Idar Andersen                      | 32°                                | 117                           | Filippo Turconi               | 52°                           |
| Q36.5 Pro Cycling Team | Q36.5 Pro Cycling Team | Q36.5 Pro Cycling Team | Team Polti Kometa                  | Team Polti Kometa                  | Team Polti Kometa                  | Corratec Vini Fantini         | Corratec Vini Fantini         | Corratec Vini Fantini         |
| N°                     | Ciclista               | Clas.                  | N°                                 | Ciclista                           | Clas.                              | N°                            | Ciclista                      | Clas.                         |
| 121                    | Negasi Haylu Abreha    | R                      | 131                                | Andrea Garosio                     | 45°                                | 141                           | Antoine Debons                | R                             |
| 122                    | Nahom Zeray            | R                      | 132                                | Germán Darío Gómez                 | R                                  | 142                           | Kyrylo Carenko                | 64°                           |
| 123                    | Gianluca Brambilla     | 15°                    | 133                                | Mirco Maestri                      | R                                  | 143                           | Alexandre Balmer              | 33°                           |
| 124                    | Walter Calzoni         | 34°                    | 134                                | Mattia Bais                        | R                                  | 144                           | Andrij Ponomar                | R                             |
| 125                    | Marcel Camprubí        | 70°                    | 135                                | Fernando Tercero                   | R                                  | 145                           | Kristian Sbaragli             | 59°                           |
| 126                    | Filippo Conca          | 62°                    | 136                                | Davide De Cassan                   | R                                  | 146                           | Arnaud Tissières              | R                             |
| 127                    | Nickolas Zukowsky      | 37°                    | 137                                | Andrea Pietrobon                   | 22°                                | 147                           | Valentin Darbellay            | 46°                           |
| Biesse-Carrera         | Biesse-Carrera         | Biesse-Carrera         | General Store-Essegibi-F.lli Curia | General Store-Essegibi-F.lli Curia | General Store-Essegibi-F.lli Curia | MG.K Vis Colors for Peace     | MG.K Vis Colors for Peace     | MG.K Vis Colors for Peace     |
| N°                     | Ciclista               | Clas.                  | N°                                 | Ciclista                           | Clas.                              | N°                            | Ciclista                      | Clas.                         |
| 151                    | Nicolò Arrighetti      | R                      | 161                                | Riccardo Biondani                  | R                                  | 171                           | Davide Bauce                  | 68°                           |
| 152                    | Tommaso Dati           | R                      | 162                                | Giovanni Bortoluzzi                | R                                  | 173                           | Simone Carrò                  | 61°                           |
| 153                    | Davide Donati          | R                      | 163                                | Domenico Cirlincione               | R                                  | 174                           | Ben Granger                   | 42°                           |
| 154                    | Lorenzo Galimberti     | 72°                    | 164                                | Filippo D'Aiuto                    | R                                  | 176                           | Giovanni Fanton               | R                             |
| 155                    | Luca Maggia            | R                      | 165                                | Marco Palomba                      | R                                  | 177                           | Matteo Spreafico              | 67                            |
| 156                    | Andrea Montoli         | R                      | 166                                | Kevin Pezzo Rosola                 | R                                  |                               |                               |                               |
| 157                    | Nicolò Pettiti         | 66°                    | 167                                | Ettore Pozza                       | R                                  |                               |                               |                               |